# Lica (criminoso)
Hélio Albino Filho (Rio de Janeiro, 7 de novembro de 1972), mais conhecido como Lica, é um criminoso brasileiro. É apontado como chefe da milícia da região da Praça Seca, no Rio de Janeiro, tendo sido expulso e se aliado posteriormente a traficantes para retornar seus domínios.
Tendo sido um dos mais procurados pela polícia em 2017 e 2018, e um dos maiores milicianos da capital do Rio na história, encontra-se atualmente preso.

## Biografia
Hélio Albino nascido no morro da Chacrinha, filho de um pedreiro e uma dona de casa, Lica tornou-se policial e depois acabou saindo da polícia, em condições obscuras.
Ascendeu no crime organizado na década de 2000, quando foi citado no relatório da Comissão Parlamentar de Inquérito (CPI) das Milícias da Assembleia Legislativa do Rio (Alerj), em 2008, quando era apontado como número 2 da milícia da Praça Seca. Em 2009, após a prisão de Luiz Monteiro da Silva, o “Doem”, tornou-se o "braço direito" do então vereador Deco, também apontado como miliciano.
Em 2011, ambos foram presos, acusados de controlarem a milícia em 13 comunidades dos bairros de Praça Seca e Campinho, além de, segundo as investigações, planejarem matar uma vereadora não identificada, o deputado estadual Marcelo Freixo e a ex-delegada titular da 28º DP, Martha Rocha.
Apenas quatro meses após ser preso, foi libertado por decisão do ministro Marco Aurélio Mello, do Supremo Tribunal Federal. Na decisão, deveria se apresentar periódica e regularmente às autoridades policiais, o que não ocorreu.
Após retornar à liberdade, voltou a liderar as atividades criminosas da milícia da Praça Seca. Em 2016, a associação de Lica a traficantes do Comando Vermelho que controlavam outras comunidades da Praça Seca levaram a uma divisão na quadrilha entre os adeptos de Lica e de Anderson Luiz dos Santos, o "Dande", sendo que este último acabou preso em dezembro de 2017. o grupo de Dande, no entanto, manteve a hegemonia, e Lica acabou por aliar-se aos traficantes para tentar retomar o controle de seus antigos domínios. Em 20 de maio de 2018,  Sérgio Luiz da Silva Júnior, conhecido como "Da Russa", líder dos traficantes aliados de Lica, foi morto junto com mais seis suspeitos de integrarem seu bando, enquanto tentavam fugir de uma operação policial. No dia seguinte, Lica foi novamente preso.